# Simon Kassianides
Simon Mario Kassianides (Londres; 7 de agosto de 1979) es un actor, director, productor y guionista inglés.

## Primeros años
Kassianides es hijo de Mario y Helen Kassianides, ambos dueños de negocios. Tiene un hermano mayor, Photis Kassianides, que trabaja en las finanzas. Fue criado en Clapham y educado en el Dulwich College. 
En 2002 Kassianides se graduó con honores en negocios internacionales y finanzas, mientras estaba en Londres ayudando a su madre a abrir Urban Coffee, un comercio de café orgánico en el distrito de Tooting.

## Carrera
En la Universidad de Edimburgo fue el productor y productor ejecutivo de una puesta en escena agotada de Grease en el teatro George Square. Las ganancias fueron donadas a Macmillan Caring Locally.
Fue descubierto por el productor ganador del premio BAFTA Piers Vellacott.
Kassianides comenzó un curso en la Central School of Speech and Drama de Londres pero tuvo que abandonarlo tras serle ofrecido un papel en la obra La noche de la iguana, de Tennessee Williams. Su actuación como Pedro fue aclamada por los críticos.
Poco después Kassianides apareció en el documental de la BBC Making It At Holby.
Desde entonces, ha aparecido en numerosos episodios de series de televisión en Estados Unidos y el Reino Unido, incluyendo Casualty, My Life in Film, Plane Spotting, Ultimate Force, Spooks, Recovery, Holby Blue, Suburban Shootout, The Kylie Show, Ashes to Ashes, The Passion, The Fixer, Love Soup, La movida, Law & Order: UK, Nikita y Burn Notice.
Kassianides también ha aparecido en varias películas internacionales como The Edge of Love, Cumbres borrascosas, Between Two Fires, Quantum of Solace y Smooch.
En 2010 produjo, dirigió y protagonizó Geezas, una película que completó en un tiempo récord y dentro del presupuesto. La película formó parte de la selección oficial del Festival de cine de Hollywood de 2012, vendiendo el cine Arclight en Hollywood en su estreno. 
En 2011 se unió al elenco de la película Smooch donde interpretó al príncipe Percy, quien pierde la memoria y se convierte en Flynn, el niñero de Zoe Cole (Kiernan Shipka), la hija de Gwen Cole (Kellie Martin).
En 2012 Kassianides fue nombrado como «Director a ver» en el Festival de cine de Hollywood por Geezas.
En 2013 Geezas ganó en las categorías de «Mejor actor» y «Mejor actriz de reparto» en los British Independent Film Awards de 2013. Kassianides dirigió a actores que hacían su debut cinematográfico que ganaron contra los gustos de Martin Freeman (de la trilogía de El hobbit) y Anne-Marie Duff (Nowhere Boy).
Su ritmo de trabajo y ética fueron avistados por los administradores de la Michael Cacoyannis Foundation, que fue creada por Michael Cacoyannis, director de Zorba el griego. La Michael Cacoyannis Foundation fue creada para ayudar y promover a artistas griegos. En 2012 Kassianides fue nombrado Consultor Global y representante de la MCF.
En el año 2014 produjo e interpretó el papel principal en la traducción inglesa de Michael Cacoyannis de Edipo rey, de Sófocles, en el famoso Teatro de Epidauro en Grecia durante el festival de verano de Epidauro de 2014.
Prestó su voz para el personaje de No-Name en la película animada How To Train Your Dragon 2 (en español: Cómo entrenar a tu dragón 2) y se unió al elenco recurrente de la segunda temporada de la serie Agents of S.H.I.E.L.D., en la cual interpretó a Sunil Bakshi.

## Filmografía

### Director, guionista y productor
| Año  | Título              | Notas        | Director   | Escritor | Productor |
| ---- | ------------------- | ------------ | ---------- | -------- | --------- |
| 2010 | If I Can't Have You | Cortometraje | Si         | Si       | No        |
| 2011 | Shit (H)it          | Cortometraje | No         | No       | Si        |
| 2011 | Geezas              |              | Codirector | No       | Si        |
| 2014 | Coxy, It's You      | Cortometraje | Si         | No       | No        |

### Cine
| Año  | Título                     | Personaje     | Notas |
| ---- | -------------------------- | ------------- | ----- |
| 2019 | Cliffs of Freedom          | Gregory       |       |
| 2017 | Unforgettable              |               |       |
| 2014 | Desert Dancer              | Sattar        | -     |
| 2014 | How To Train Your Dragon 2 | Sin nombre    | -     |
| 2011 | Geezas                     | Eddie         | -     |
| 2011 | Smooch                     | Percy / Flynn | -     |
| 2008 | Quantum of Solace          | Yusef Kabira  | -     |
| 2008 | The Edge of Love           | Partidista    | -     |
| 2005 | Ultimate Force             | Juan          | -     |

### Televisión
| Año             | Título                 | Personaje                 | Notas                           |
| --------------- | ---------------------- | ------------------------- | ------------------------------- |
| 2020            | The Mandalorian        | Axe Woves                 | 1 Episodio                      |
| 2014-2015; 2017 | Agents of S.H.I.E.L.D. | Sunil Bakshi              | 12 Episodios                    |
| 2011, 2013      | Nikita                 | Ramón Esquivel            | 2 Episodios                     |
| 2013            | Covert Affairs         | Dion Stavros              | Episodio: "Here Comes Your Man" |
| 2011            | Burn Notice            | George Anders             | Episodio: "Depth Perception"    |
| 2009            | Law & Order: UK        | Patrick Orsi              | Episodio: "Community Service"   |
| 2009            | Holby City             | Marius Barrett            | Episodio: "No Legacy So Rich"   |
| 2008            | Hustle                 | Tracer                    | Episodio: "Diamond Seeker"      |
| 2008            | Spooks: Code 9         | Nikolai Benoit            | Episodio #1.6                   |
| 2008            | Ashes to Ashes         | Asistente de la funeraria | Episodio #1.4                   |
| 2007            | HolbyBlue              | Nico Osman                | Episodio #1.7                   |
| 2006            | Spooks                 | Mourad                    | 2 Episodios                     |
| 2004            | Casualty               | Steve Lyon                | Episodio: "Another Perfect Day" |

## Teatro
| Año  | Título                  | Personaje | Director     | Teatro            |
| ---- | ----------------------- | --------- | ------------ | ----------------- |
| 2005 | The Night of the Iguana | Pedro     | -            | Almeida Theater   |
| 2006 | The Lightning Play      | Burak     | Anna Mackmin | The Lyric Theatre |
| 2014 | Oedipus the King        | -         | -            | Epidaurus Theatre |

## Premios y nominaciones
| Año  | Otorga                                  | Premio                                           | Trabajo nominado | Resultado |
| ---- | --------------------------------------- | ------------------------------------------------ | ---------------- | --------- |
| 2013 | British Independent Film Festival Award | Mejor Actor                                      | Geezas           | Ganó      |
| 2013 | British Independent Film Festival Award | Mejor Actor de soporte                           | Geezas           | Ganó      |
| 2012 | Hollywood Discovery Award               | Mejor Largometraje (junto a Mark Edwin Robinson) | Geezas           | Nominados |